# 霸凌女教師
《霸凌女教師》（英語：Bad Teacher）是一部美國喜劇電影，由傑克·卡斯丹執導，2011年6月24日上映。情節講述由卡麥蓉·狄亞茲飾演的一位懶惰、拜金的中學女教師伊麗莎白·海爾希，在歷經一連串事件後改過向善的過程。影評網站爛番茄給予其45%的分數。